# Berberis manipurana
Berberis manipurana är en berberisväxtart som beskrevs av Ahrendt. Berberis manipurana ingår i släktet berberisar, och familjen berberisväxter. Inga underarter finns listade i Catalogue of Life.